# Bijstandsmissie van de Verenigde Naties voor Irak

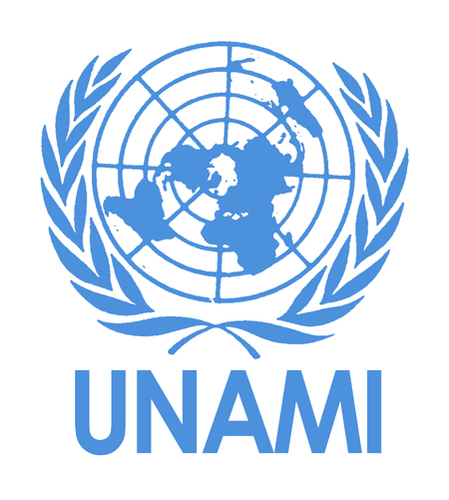

De Bijstandsmissie van de Verenigde Naties voor Irak, officieel United Nations Assistance Mission in Iraq en afgekort tot "UNAMI", is een politieke missie van de Verenigde Naties die in Irak de overheid helpt en advies geeft. De missie werd kort na de Irakoorlog op verzoek van de Irakese overheid opgericht middels resolutie 1500 van de VN-Veiligheidsraad van 14 augustus 2003.
Aan het hoofd van UNAMI staat de speciale vertegenwoordiger van de VN-secretaris-generaal voor Irak. Deze heeft twee adjudanten onder zich, van wie de een zich bezighoudt met politieke kwesties en mensenrechten, en de ander met hulpverlening en ontwikkeling.

## Achtergrond
Op 2 augustus 1990 viel Irak zijn zuiderbuur Koeweit binnen en bezette dat land. De Veiligheidsraad veroordeelde de inval nog diezelfde dag middels middels resolutie 660, en later kregen de lidstaten toestemming om Koeweit te bevrijden. Eind februari 1991 was die strijd beslecht en legde Irak zich neer bij alle aangenomen VN-resoluties. 

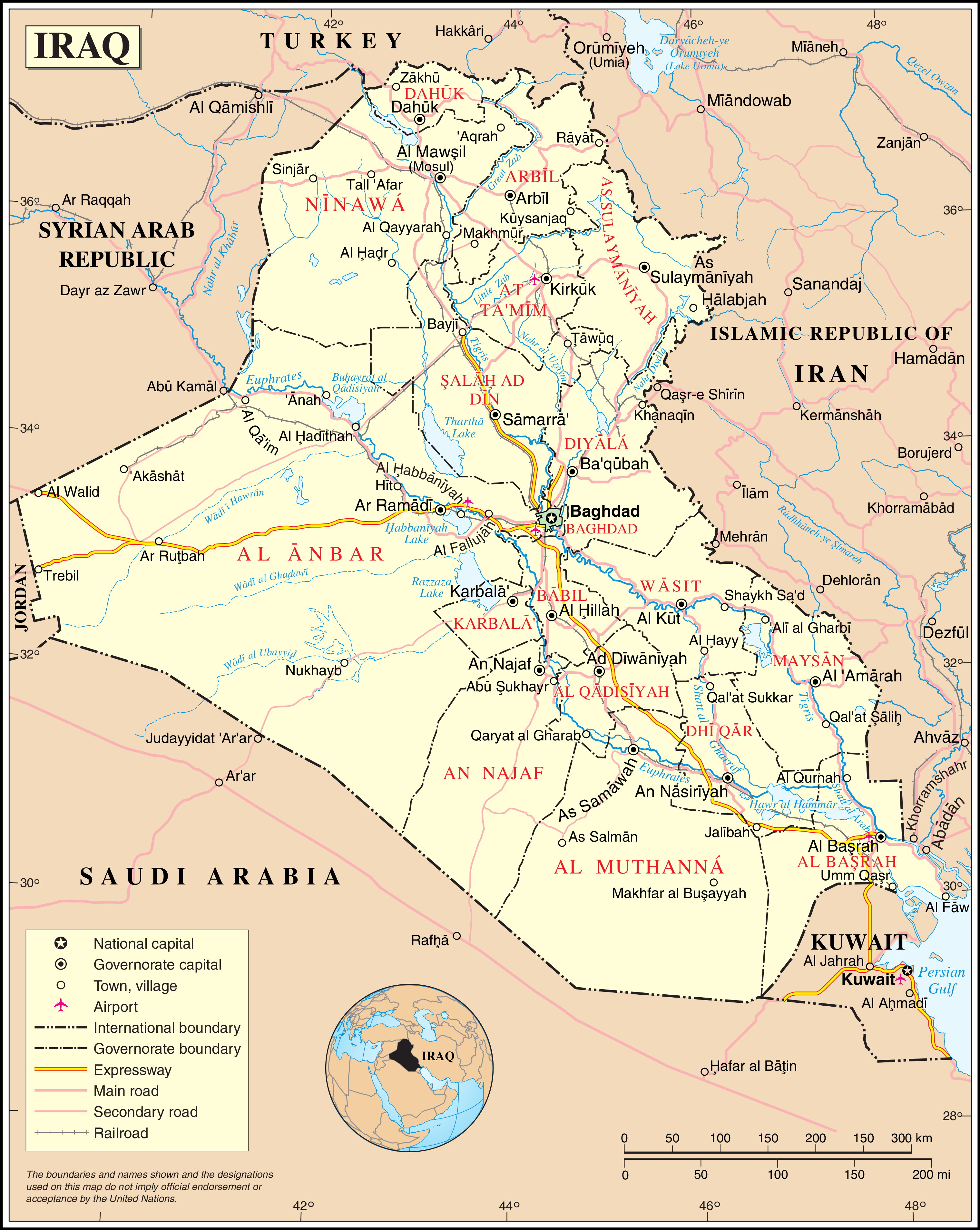
Irak

Het land werd vervolgens verplicht om haar massavernietigingswapens te vernietigen. Zij ontkende echter daarover te beschikken. Onderzoekers van de VN kregen geen toegang tot Irak om het te onderzoeken.  De Verenigde Staten kreeg toch voldoende bondgenoten achter zich om Irak te bevrijden van de dictatuur. De Verenigde Staten zijn het land daarom in 2003 opnieuw binnen gevallen en hebben het regime van dictator Saddam Hoessein omvergeworpen.

## Mandaat
Met resolutie 1770 breidde de Veiligheidsraad in 2007 UNAMI's mandaat aanzienlijk uit.
De missie verleende advies inzake de politieke dialoog tussen de verschillende bevolkingsgroepen in Irak, de organisatie van verkiezingen, de herziening van de grondwet, het opzetten van herintegratieprogramma's voor leden van gewapende groeperingen en de planning van een volksstelling. In die hoedanigheid heeft de missie geholpen bij het opstellen van een nieuwe grondwet in 2005, en het opzetten van een verkiezingscommissie.
Er werd ook samengewerkt met de Irakese overheid aan de verdeling van noodhulp aan de bevolking, de terugkeer van vluchtelingen, de uitvoering van het Internationaal Compact met Irak, de coördinatie van financiële donaties aan het land, projecten ten behoeve van de basisdienstverlening aan de bevolking en economische hervormingen.
Verder promootte men de mensenrechten en hervormingen om de ordehandhaving in Irak te versterken.

## Leiding
De speciale vertegenwoordigers van UNAMI waren achtereenvolgens:
- Ashraf Jehangir Qazi (2004-2005): Hij werd in juli 2004 benoemd tot SRSG en bleef in functie tot september 2007.
- Staffan de Mistura (2005-2009): De diplomaat  heeft een Zweedse moeder en een Italiaanse vader. In september 2007 werd hij benoemd tot SRSG. De Mistura bleef in functie tot juli 2009.
- Ad Melkert (2009–2011): Deze Nederlandse politicus werd in juli 2009 benoemd tot SRSG.
- Martin Kobler (2011–2013): De Duitse Kobler werd in augustus 2011 benoemd tot SRSG.
- Nickolay Mladenov (2013–2015): Mladenov is Bulgaar. Na zijn periode hier werd hij benoemd tot speciale VN-coördinator voor het vredesproces in het Midden-Oosten.
- Ján Kubiš (2015–2019): Kubiš komt uit Slowakije. In januari 2019 werd Kubiš benoemd tot speciaal coördinator van de Verenigde Naties voor Libanon.
- Jeanine Hennis-Plasschaert (2019-heden): voormalig Nederlands minister van Defensie. Zij maakte in februari 2024 bekend per mei van dat jaar te stoppen in deze functie.[1] Haar twee adjudanten zijn de Hongaar György Busztin en de Amerikaanse Lise Grande.

In 2023 werkten er ongeveer 648 personen voor UNAMI.